# Lisa Lambert
Lisa Lambert (Washington, dicembre 1962) è una compositrice, paroliera e attrice canadese.

## Biografia
Apprezzata attrice comica di teatro e televisione, Lisa Lambert è nota soprattutto per aver scritto a quattro mani con Greg Morrison musica e testi del musical The Drowsy Chaperone, debuttato a Broadway nel 2006. Lo show le è valso il Drama Desk Award alla migliore colonna sonora, il Drama Desk Award ai migliori testi e il Tony Award alla migliore colonna sonora originale.